# Sauris parviplaga
Sauris parviplaga är en fjärilsart som beskrevs av W. Warren 1906. Sauris parviplaga ingår i släktet Sauris och familjen mätare. Inga underarter finns listade.